# Héron vert
Butorides virescens
Espèce
Répartition géographique
- zone de nidification
- résident permanent
- non nicheur

Statut de conservation UICN

 LC  : Préoccupation mineure
Le Héron vert (Butorides virescens) est une espèce d'oiseaux, de petits hérons, de la famille des Ardeidae. Handbook of the Birds of the World (checklist 2014) considère qu'il ne forme qu'une seule et même espèce avec le Héron strié (Butorides striata).
En Martinique il est communément appelé « Kayali ».

## Description

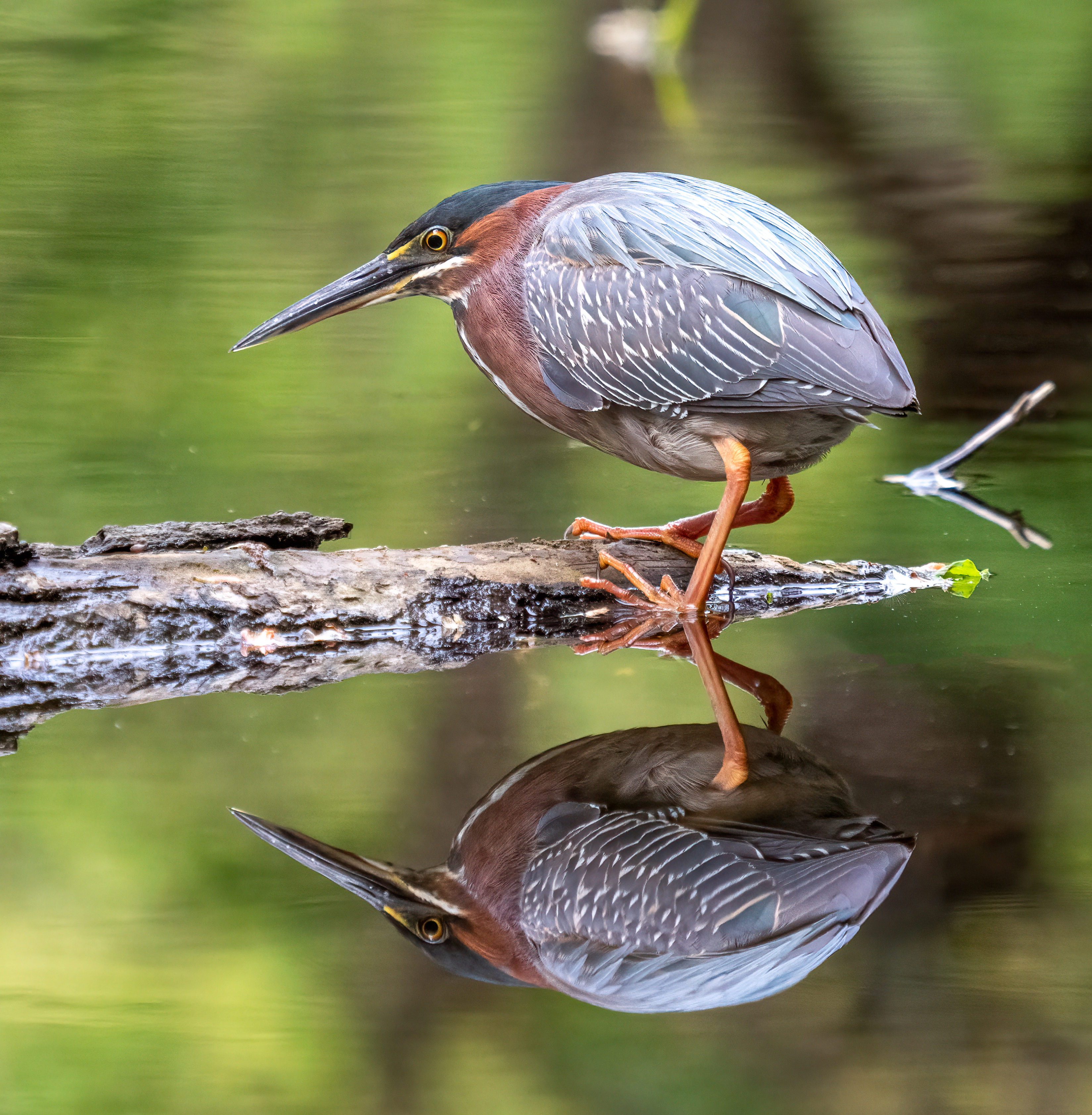
Un héron vert à Prospect Park, New York. Mai 2021.

Les adultes mesurent environ 44 cm de long, ils ont le dos et les ailes bleues, un cou noisette avec des lignes blanches qui descendent du menton, la cape est noire. Les pattes sont jaune orange et le bec noir avec les lores et la mandibule supérieure jaunes. Les immatures sont plus ternes, avec les côtés de la tête, le cou et la partie inférieure vergetés de brun et de blanc, enfin les pattes sont jaune verdâtre.

## Répartition et habitat

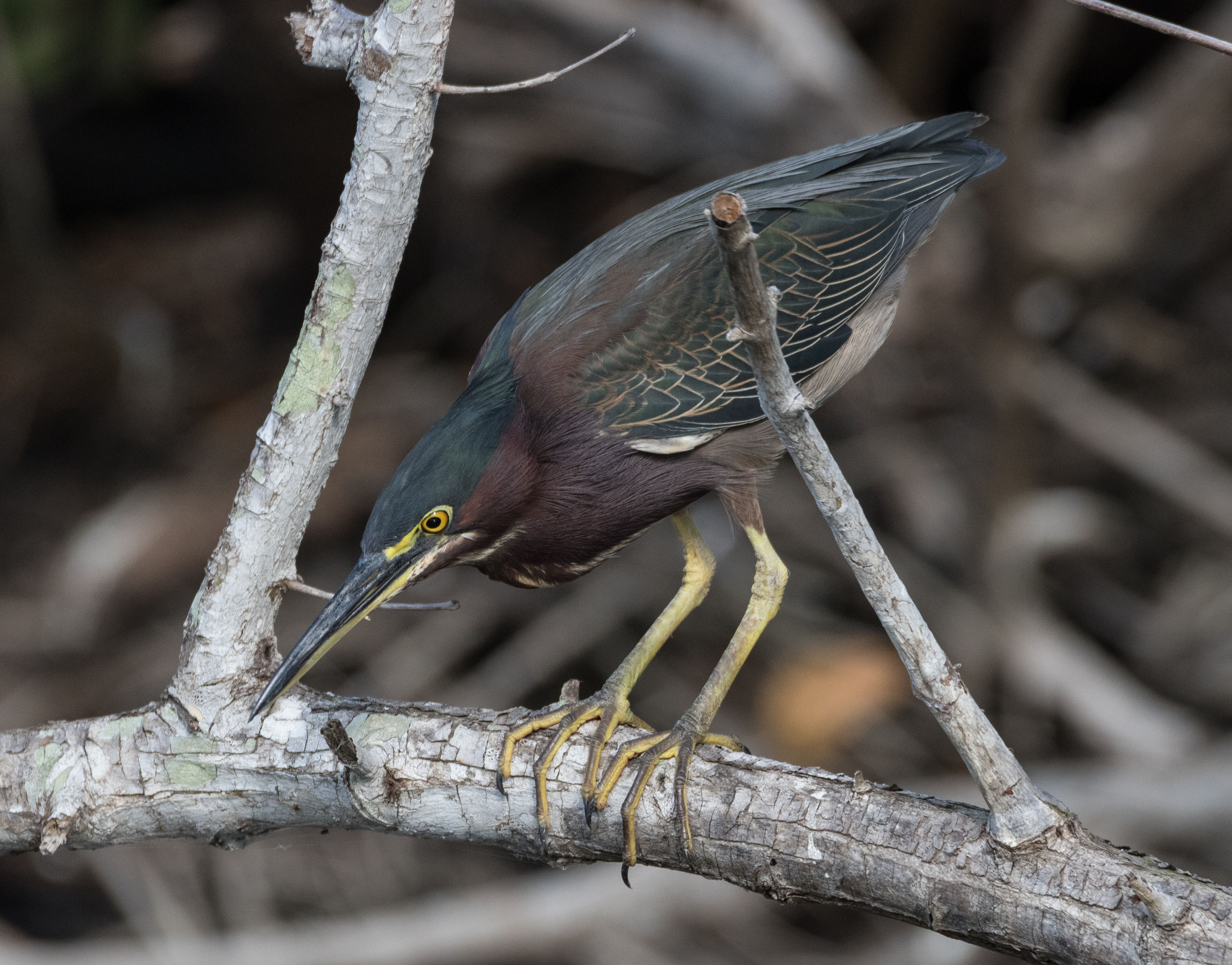
Un héron vert dans un arbre à La Manzanilla, état de Jalisco, Mexique.

Le héron vert vit près des zones boisées bordant les cours d'eau douce, saumâtre ou salée de l'est de l'Amérique du Nord, en Amérique centrale, ou aux Antilles. On le rencontre dans les mangroves. Les populations vivant à l'intérieur des terres en Amérique du Nord, B. v. virescens, migrent vers le sud après la reproduction, pendant le mois de septembre ; tandis que les populations vivant sur les côtes, B. v. maculatus, sont elles sédentaires.
Quelques migrateurs occasionnels B. v. virescens ont été observés en France. L'un en 1994, dans le Morbihan. Une autre observation d'un individu stationnant à Berre-l'Étang, Bouches-du-Rhône l'hiver 2006. Et à nouveau, certainement le même individu en hiver 2007 et en hiver 2008 dans l'enceinte du petit port de plaisance berrois. Cet oiseau, outre sa rareté, avait la particularité d'estiver dans une roselière bien déterminée près d'Amsterdam, dans les Pays-Bas.

## Comportement
|  | Les hérons verts restent à proximité de l'eau où ils attendent en embuscade leurs proies. Ils mangent principalement des petits poissons, des amphibiens et des insectes aquatiques. Parfois ils lâchent de la nourriture sur la surface de l'eau pour attirer des poissons. |

## Nidification
Les hérons verts nichent sur une plate-forme de brindilles souvent dans un arbrisseau ou un arbre, parfois à même le sol, mais souvent près de l'eau. La femelle pond de 3 à 5 œufs, que les deux parents couvent pendant une vingtaine de jours avant l'éclosion, ensuite ils nourrissent les oisillons pendant 3 semaines jusqu'au premier envol puis les accompagnent et les aident pendant le mois qui suit. Les jeunes atteignent leur majorité sexuelle à l'âge de un an.

## Menace
C'est évidemment la destruction de son habitat, le drainage des zones humides par exemple, qui est la plus importante menace pour le héron vert.

### Sous-espèces
D'après la classification de référence (version 14.1, 2024) de l'Union internationale des ornithologues, le Héron vert possède 4 sous-espèces (ordre philogénique) :
- Butorides virescens virescens (Linnaeus, 1758) — du centre et l'est des États-Unis, de l'est du Canada au Panama et aux Caraïbes;
- Butorides virescens bahamensis (Brewster, 1888) — Bahamas ;
- Butorides virescens anthonyi (Mearns, 1895) — de l'ouest des États-Unis au nord de la Baja California ;
- Butorides virescens frazari (Brewster, 1888) — sud de la Baja California.